# Horik I
Horik I (... – 854) fu un re semi-leggendario danese, che forse regnò in coreggenza coi fratelli dall'813. Dal 827-828 regnò da solo fino alla morte violenta nel 854.
Il suo regno fu contrassegnato dalle violente incursioni danesi ai danni dell'impero franco-germanico di Ludovico il Pio figlio e successore di Carlo Magno.

## Antefatti
Il padre di Horik era re Gudfred, noto per le sue incursioni e guerre di successo contro l'Impero franco di Carlo Magno e contro gli Obodriti. Se ci si può fidare dell'autore Notker I di San Gallo, sua madre potrebbe essere stata rinnegata da Gudfred all'inizio del IX secolo. Nell'810, Gudfred fu assassinato da un huscarl, o, nella versione di Notker, da uno dei suoi figli come vendetta per il trattamento riservato a sua madre. Gli successe suo nipote Hemming di Danimarca. Gudfred aveva almeno cinque figli. Il nuovo re fece pace con Carlo Magno nell'811.
Il regno di Hemming come re fu di breve durata e morì nell'812. Dopo la sua scomparsa, scoppiò una violenta guerra civile. Un altro ramo dinastico, Harald Klak e Ragnfred, ottenne il potere durante il conflitto. Il gruppo dei cinque figli di Gudfred, di cui è noto solo il nome di Horik, ha cercato rifugio presso gli Svedesi durante i disordini. Harald e Ragnfred intrattenevano buoni rapporti con Carlo Magno.

## Ascesa al trono
Harald e Ragnfred erano impegnati a combattere i ribelli a Vestfold in Norvegia, la parte più lontana del loro regno. Dopo il loro ritorno in Danimarca nell'813, furono attaccati dai figli di Gudred e dai nobili al loro servizio, che erano tornati dalla Svezia. I cinque fratelli trovarono sostegno da tutto il regno danese, sconfissero Harald e Ragnfred con relativa facilità e li espulsero dalla Danimarca. In questo modo i fratelli furono elevati a co-governanti danesi. Non è noto se divisero il regno in parti o governassero collettivamente. L'anno successivo, Harald e Ragnfred raccolsero le forze e attaccarono i loro rivali. Fu combattuta una battaglia in cui Ragnfred e il figlio maggiore di Gudfred furono entrambi uccisi. Tuttavia, i restanti quattro fratelli ottennero la vittoria. Harald riconobbe la sconfitta e fuggì presso il nuovo imperatore franco Ludovico il Pio che era appena succeduto a suo padre Carlo Magno. Ludovico gli ordinò di rimanere in Sassonia e di aspettare l'occasione giusta in cui i Franchi avrebbero potuto aiutarlo a riconquistare il suo trono.
Durante l'inverno, Ludovico ordinò ai Sassoni e agli Obodriti di prepararsi per l'invasione della Danimarca. Nel maggio 815 le truppe si spostarono verso nord sull'Elba e raggiunsero Sinlendi (nello Jutland meridionale). Quindi marciarono per sette giorni fino a raggiungere una costa, a tre miglia da una certa isola (forse Funen). I quattro fratelli avevano radunato una flotta di 200 navi e si erano schierati sull'isola, rifiutandosi di offrire battaglia alle truppe imperiali. L'inviato imperiale Baldrich lasciò che le sue truppe devastassero i distretti nei dintorni, prese 40 ostaggi e tornò senza aver ottenuto molto.
Harald non si arrese e fece ripetutamente irruzione nel regno dei figli di Gudfred dalla sua base nell'impero dei Franchi. Nell'817 i figli chiesero all'imperatore Ludovico di fare pace per fermare gli attacchi. Tuttavia, la corte franca considerava questa mera ipocrisia. Al contrario, Ludovico ha continuato a sostenere la causa di Harald. Successivamente, il sovrano obodrita Slavomir, un vassallo di Ludovico, disertò poiché l'imperatore lo costrinse a condividere il potere con un altro principe, Keadrag. Invece, Slavomir ha inviato un messaggio ai figli di Gudfred e ha suggerito un'alleanza. In effetti, una flotta vichinga danese risalì l'Elba e devastò l'area di Stör. Il capo del confine danese Glum attaccò la fortezza franca di Esesfeld con una forza di danesi e obodriti, ma dovette ritirarsi di fronte alla resistenza franca.

## Condivisione del potere con Harald Klak
Due anni dopo, nell'819, l'alleato danese Slavomir fu arrestato dai Franchi e privato del potere. Nel frattempo, c'era una spaccatura tra i figli di Gudfred. Due di loro hanno espulso gli altri due, presumibilmente per tradimento. In una drammatica svolta di alleanze i restanti fratelli, uno dei quali era ovviamente Horik, chiesero ad Harald Klak di condividere il potere con loro. Questo potrebbe essere stato un espediente per ottenere la pace con i Franchi, ora che gli interessi danesi nelle terre slave erano stati indeboliti. Su ordine dell'imperatore, gli Obodriti presero Harald a bordo delle loro navi e lo portarono a casa. Il percorso seguito suggerisce che il centro del regno danese fosse situato sulle isole, forse Fionia. Secondo lo Vita Ansgari Harald governava su "parte della terra dei danesi", sottintendendo che il regno era diviso. La nuova alleanza ebbe successo per alcuni anni. Tuttavia, i figli di Gudfred irritarono l'imperatore alleandosi con il principe obodrita Keadrag in modo "infedele", costringendo Ludovico a reintegrare Slavomir al suo posto.
Nell'823 l'alleanza iniziò a rompersi, poiché i figli di Gudfred minacciarono di espellere Harald dal regno. Harald fuggì da Ludovico e chiese il suo aiuto. Due inviati imperiali visitarono la Danimarca e raccolsero informazioni dettagliate sulla situazione. Al loro ritorno, portarono con sé l'arcivescovo Ebo di Reims, che aveva trascorso del tempo a fare proselitismo in Danimarca con un certo successo. La posizione di Harald negli anni successivi non è registrata, ma nell'826 fu battezzato a Magonza, dove l'imperatore in persona agì come suo padrino. Dopo la cerimonia, Harald fu rimandato in Danimarca in compagnia del missionario Ansgar. Poiché non poteva entrare in sicurezza nel suo regno, l'imperatore gli fornì un feudo dall'altra parte dell'Elba. I figli di Gudfred inviarono inviati alla corte imperiale nell'825 e nell'826 per rinnovare la pace. Horik, che ora è menzionato per la prima volta, promise di presentarsi davanti a Ludovico a Nimega nell'827, ma ruppe la sua promessa. Invece, lui e suo fratello hanno espulso Harald dalla Danimarca, questa volta per sempre.

## Anni successivi
L'anno successivo ci furono trattative diplomatiche tra i Franchi e i figli di Gudfred. Tuttavia, l'esiliato Harald perse la pazienza e attaccò inaspettatamente la Danimarca e saccheggiò e bruciò diversi villaggi. Esasperati, Horik e suo fratello radunarono un esercito, attraversarono l'Eider e attaccarono le truppe imperiali nelle vicinanze. I Franchi furono duramente sconfitti e fuggirono dal loro accampamento. Successivamente i re inviarono inviati a Ludovico per evitare la punizione dei Franchi. In effetti, Horik non fu disturbato dall'intervento diretto dei Franchi durante il resto del suo lungo regno. Sebbene Harald sopravvisse come protetto franco fino agli anni '40 dell'800, non fu in grado di disturbare seriamente Horik. Non si sa esattamente quando morì il fratello e co-reggente di Horik, ma non viene menzionato dopo l'828. Lo Vita Ansgari afferma che Horik era l'unico sovrano quando Ansgar divenne Arcivescovo di Brema (849).
Entro la metà del IX secolo Horik sviluppò una relazione amichevole con Ansgar, Arcivescovo di Amburgo e Brema. Secondo lo Vita Ansgari il re si fidava di Ansgar nella misura in cui quest'ultimo poteva seguire gli incontri con il suo consiglio privato. Ansgar si sforzò di convertire Horik al cristianesimo e lo convinse a costruire una chiesa a Hedeby. Quando Ansgar pianificò una spedizione missionaria negli svedesi intorno all'852, Horik aiutò a preparare il viaggio, fornendo all'arcivescovo il suo inviato personale e un messaggio al re svedese Olof. Il re (o i suoi partigiani) aveva trovato rifugio in Svezia in gioventù e potrebbe aver intrattenuto buoni rapporti con parte dell'élite svedese. Alla fine, tuttavia, rifiutò di convertirsi al cristianesimo, forse perché era la religione dei suoi nemici.
Nonostante il flirt con la missione cristiana verso la fine della sua vita, il suo regno fu pieno di attività vichinghe dirette contro i regni franchi, spesso ma non sempre approvate da lui stesso. Le incursioni danesi contro la Frisia erano un grosso problema. I Franchi non avevano una flotta efficace, quindi i danesi potevano razziare più o meno impunemente. I danesi saccheggiarono dell'argento di Dorestad nell'834, 835 e 836 e saccheggiarono Walcheren nell'837. Sembra che il re Horik disapprovasse queste incursioni, poiché i predoni di successo costituivano possibili rivali. Di tanto in tanto, Horik puniva persino i predoni. Nell'836, Horik inviò un emissario dall'imperatore Luigi dichiarando di non avere nulla a che fare con le incursioni in Frisia, e due anni dopo assicurò di aver giustiziato i responsabili. In cambio chiese all'imperatore di cedere le terre dei Frisoni e degli Obodriti, cosa che Ludovico trovò altamente offensive. Qui sembra che Horik abbia ribadito le vecchie pretese del padre Gudfred.
L'attività dei vichinghi danesi andò anche nell'altra direzione, al centro della Svezia. Il re svedese espulso Anund si assicurò assistenza dai danesi negli anni '40 dell'800 per riconquistare il suo regno, presumibilmente con l'approvazione di Horik. La spedizione non ottenne molto e fu presto reindirizzata nelle terre slave sulla costa meridionale del Baltico. Un'altra spedizione danese andò a Curlandia intorno all'850 per estorcere tributi. Tuttavia, fallì gravemente e la sconfitta incoraggiò l'espansione svedese in quella direzione.

## Incursioni su Parigi e Amburgo
Dopo lo scioglimento dell'Impero franco nell'843, Horik interruppe temporaneamente la sua vecchia posizione conciliante e iniziò le ostilità aperte verso i Franchi occidentali e orientali. Nell'845 una flotta guidata da uno dei capi di Horik, Ragnar, risalì la Senna e assediò Parigi nel Regno dei Franchi Occidentali. Ragnar è stato talvolta identificato con il leggendario vichingo Ragnar Lodbrok sebbene ciò non possa essere dimostrato. Parigi fu saccheggiata e il re Carlo il Calvo fu costretto a fuggire, pagando infine a Ragnar una somma di 7.000 libbre d'argento come riscatto. Un considerevole bottino fu riportato in Danimarca, anche se molti vichinghi, incluso Ragnar, furono successivamente dichiarati da fonti franche come morti in una violenta malattia. Forse la stessa flotta attaccò Amburgo mentre tornava a casa e distrusse St. Cattedrale di Maria. Fu l'ultima grande guerra di Horik in Francia orientale. Subito dopo disse al re Ludovico il Germanico di aver ucciso ancora una volta alcuni dei più famosi predoni vichinghi. Tuttavia, la Frisia fu nuovamente devastata nell'846, e l'anno successivo i tre monarchi e fratelli franchi, Carlo, Ludovico e Lotario I, accettarono di intimidire Horik per ottenere la pace . Ma i disordini cessarono solo intorno all'850 quando Horik fu assalito da problemi interni.

## La caduta
È stato affermato che le incursioni vichinghe nell'Europa occidentale hanno indebolito piuttosto che rafforzato l'autorità di Horik, poiché era sempre più incapace di controllare i capi guerrieri. Nell'850, Horik I e due nipoti senza nome (chiamati "nepotes") divisero il regno in terzi, ponendo fine alla regalità unificata. Guttorm, figlio del fratello di Horik, che era stato cacciato in esilio da Horik, apparve nell'854 e rivendicò il regno. Fu combattuta una grande battaglia che durò tre giorni. Re Horik I "e gli altri re" furono uccisi, così come Guttorm e moltissimi capi.
Rimase solo un candidato idoneo per la regalità, un bambino che era chiamato Horik ed era imparentato con il suo omonimo più anziano. Il giovane fu nominato re. Non si sa nulla dei figli di Horik I, ma poiché un bambino di solito non prendeva il nome da suo padre, si è ipotizzato che Horik II fosse nipote di Horik I. Horik II scomparve tra l'864 e l'873 e fu l'ultimo sovrano conosciuto della dinastia Sigfrediana, poiché la Danimarca sembra aver perso la sua coesione politica alla fine del IX secolo. Fu solo nel X secolo che la dinastia di Gorm il Vecchio iniziò a riunire nuovamente il regno danese.

## Riferimenti culturali
Le gesta di Horik I non furono ricordate dalla successiva tradizione norrena. Non è incluso negli elenchi dei re danesi compilati da autori dell'alto medioevo islandese. Nella sua opera in parte fantastica Gesta Danorum (c. 1200), Saxo Grammaticus parla di Horik come "Eric" e fa di lui il fratello di Harald Klak, mentre Horik II (Eric the Child ) è raffigurato come figlio di Sigurðr ormr í auga e nipote di Ragnar Lodbrok. Si tratta, tuttavia, di combinazioni arbitrarie basate sulla cronaca di Adamo di Brema (c. 1075).
Horik I appare nella serie Vikings, stagioni 1-2 (2013-2014), interpretata da Donal Logue. Nella serie, viene ucciso da Ragnar Lothbrok piuttosto che da suo nipote Guttorm.